# The Young Stranger
The Young Stranger (Brasil: No Labirinto do Vício / Portugal: Este É o Nosso Filho) é um filme norte-americano de 1957, do gênero drama, dirigido por John Frankenheimer e estrelado por James MacArthur e Kim Hunter.

## A produção
The Young Stranger é um dos melhores filmes dos anos 1950 sobre o conflito de gerações, isto é, sobre as diferenças entre jovens e pessoas mais velhas, principalmente pais e filhos.
Robert Dozier escreveu o roteiro, inspirado em seu difícil relacionamento com o pai, o executivo da RKO William Dozier. Esta história havia sido filmada primeiramente em 1955, como um telefilme da CBS intitulado Deal a Blow, com o mesmo protagonista e mesmo diretor.
Este é o primeiro trabalho de MacArthur no cinema. Sua experiência anterior resumia-se ao citado telefilme e algumas atuações no teatro, onde começou. Ele ficaria famoso a partir de 1968, ao interpretar o detetive Dan Williams na premiada série de TV Hawaii Five-O. O filme também marca a estreia de Frankenheimer na tela grande, ele que desde 1954 batalhava na televisão.
Por outro lado, o filme representa o início do fim da RKO, que o entregou à Universal para distribuição noa EUA.

## Sinopse
O jovem Hal Ditmar tem uma relação conturbada com o pai Tom, um executivo da indústria cinematográfica. Certo dia, Hal envolve-se em um incidente numa sala de cinema, onde acaba por agredir o gerente Grubbs e acaba preso. Depois de solto, Hall pensa que ninguém, inclusive o pai, acredita que a agressão foi em autodefesa.A partir daí, ele tenta ganhar o respeito paterno, o que poderia levar a uma reconciliação em novas bases.

## Elenco
| Ator/Atriz      | Personagem       |
| --------------- | ---------------- |
| James MacArthur | Hal Ditmar       |
| Kim Hunter      | Helen Ditmar     |
| James Daly      | Tom Ditmar       |
| James Gregory   | Policial Shipley |
| Whit Bissel     | Grubbs           |
| Jeffrey Silver  | Jerry Doyle      |
| Tom Pittman     | Lynn Spears      |